# لاون السادس
لاون السادس أو ليون السادس أو ليو السادس (880 – 12 شباط / فبراير 929) كان البابا لأكثر من سبعة أشهر، من يونيو 928 إلى وفاته في فبراير 929. بابويته وقعت خلال الفترة المعروفة بالعصور المظلمة.

## وصلات خارجية
- الكاثوليكية المنتدى: لاون السادس
- جديد الكاثوليكية القاموس: لاون السادس
- مان هوراس K., حياة البابوات في العصور الوسطى في وقت مبكر, Vol. الرابع: الباباوات في أيام الإقطاعية الفوضى، 891-999 (1910)
- الدخول على لاون السادس في الموسوعة الكاثوليكية

| سبقه يوحنا العاشر | باباوات الكنيسة الكاثوليكية الثامن 1099 - 1118 | تبعه ستيفان السابع |